# 530768 Nanpu
530768 Nanpu è un asteroide della fascia principale interna. Scoperto nel 2011, presenta un'orbita caratterizzata da un semiasse maggiore pari a 2,301329 UA e da un'eccentricità di 0,252814, inclinata di 6,734627° rispetto all'eclittica.
Il nome Nanpu è la combinazione diNan da Zhongshan Nan Road e Pu da Puyun Road dove la scuola media Nanjing No. 1 è situata. Fondata nel 1907, la scuola media Nanchino No. 1 è famosa per la formazione scientifica, ha molteplici titoli accademici nel campo dell'astronomia, e i suoi club studenti di astronomia godono di un'ottima reputazione a livello nazionale.